# Livet efter detta

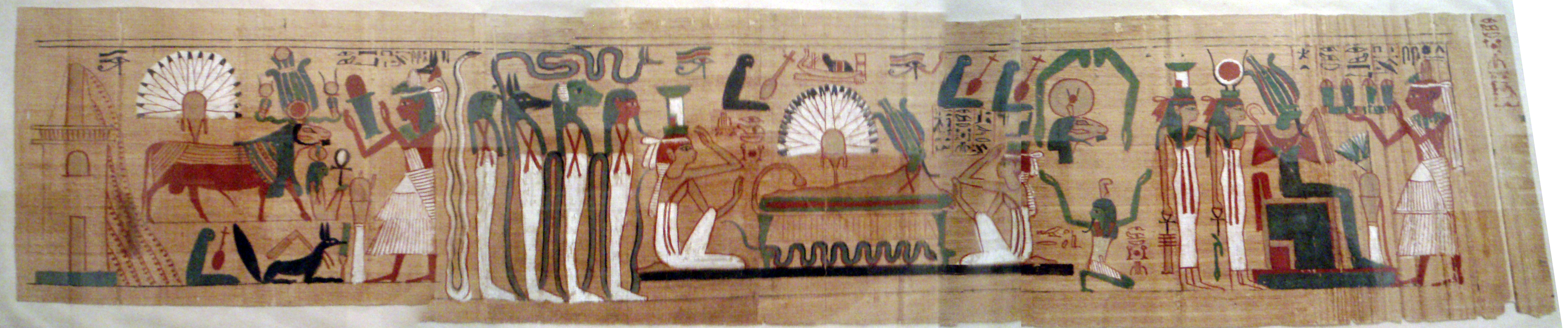
Egyptiskt papyrus som beskriver resan till livet efter detta enligt den forntida egyptiska religionen.

Livet efter detta, livet efter döden eller bara efterlivet är ett koncept som beskrivs i alla religiösa kulter, naturreligioner och hos de stora världsreligionerna. Det handlar ofta om ett dödsrike, ett himmelrike eller ett helvete, och var man hamnar bestäms kanske av Gud eller av personens karma. Det kan också röra sig om reinkarnation. Många tror att det finns mängder av boningar eller rum för en människas själ i de eviga gudarnas världar.

Mera jordnära kan man se på livet efter detta som att det är de liv som våra efterkommande kommer att leva efter oss, med samma "jagkänsla" som de hade. På ett personligt plan kan man även se på 'livet efter detta' som att det är det eftermäle eller den hågkomst som en person får efter sin död. Eftermälet lever på en "global" nivå vidare bland annat i historieböcker, uppslagsverk, biografier och rekordtabeller eller i romaner, musikstycken, målningar, skulpturer, byggnadsverk och uppfinningar som personen har åstadkommit. Bland släkt och vänner blir en person ihågkommen till exempel genom fotografier, ljudinspelningar, minnessaker, släktkrönikan och samtida efterlevandes egna minnen.

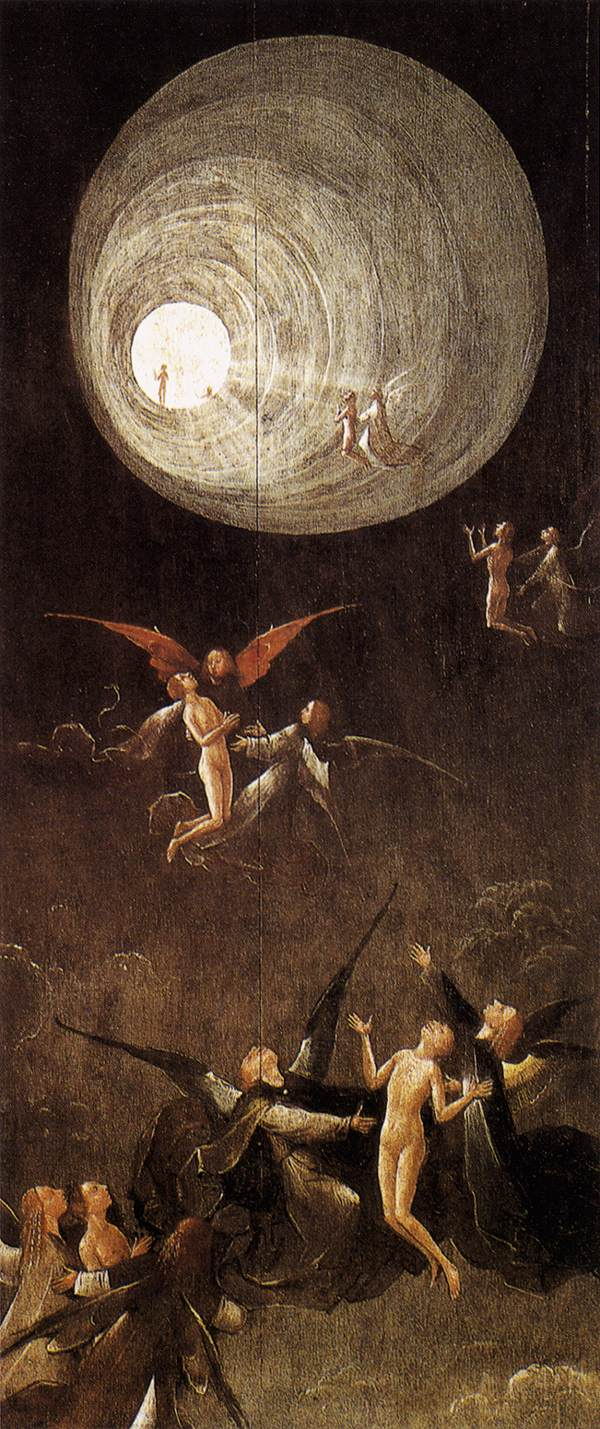
I denna målning av Hieronymos Bosch stiger själarna upp till himlen genom den karakteristiska "tunnel av ljus" som ibland förekommer i föreställningar om "livet efter detta".

## Inom religion

### Asatro
Man talar om en andlig värld, en värld bortom vår. I Valans Spådom (Völuspa) nämns det överjordiska Gimlé, där man skall leva när jordelivet är färdigt. Asatroende personer har olika trosuppfattningar om livet efter döden. Några tror på reinkarnation, att man vandrar från existens till existens, beroende på handlingar och önskningar. En plats som man kan hamna i efter döden är Helheim, hos gudinnan Hel. Man uppfattar det som en mörk och dyster plats, men den behöver inte nödvändigtvis vara det.

### Bahá'í
Synen på livet efter detta är mycket positiv inom bahá'í-tron: själen, som inte är uppbyggd av materia och därför inte likt kroppen drabbas av upplösning, fortsätter att utvecklas (eller "färdas") tills den når fram till Guds närhet. Där kommer den att fortleva och utvecklas i all evighet, men ingen själ förenas med eller slås samman med det ofattbara väsen som vi kallar Gud. Människans själ är i sig ett mysterium. Den tillhör den andliga världen och är därför osynlig, och det är ingen mening att börja spekulera var själen befinner sig under den tid vi lever med våra dödliga kroppar. 
Det finns ett samband mellan hur individen har levt och hennes själs fortsatta utveckling efter kroppens död. Kroppen bör vara själens tjänare och aldrig dess herre. Bandet till människokroppen är bara ett kortvarigt stadium för människans odödliga själ. Under denna tid har människan möjlighet att lära känna och älska Gud, att göra det som är gott och att tjäna och älska sina medmänniskor. Ett sådant liv främjar själens utveckling och dess fortsatta andliga resa. Även om man också inom bahá'í-tron talar om paradiset och Guds himlar samt har det speciella uttrycket Abhá-riket, anses inte Gud ha någon speciell plats där han lever och har sin tron. Den andliga sfären begränsas inte som den materiella världen av dimensioner som rum och tid. Begrepp som paradis, himlar och helvete ska endast ses som symboler för den troendes resa mot Gud respektive förnekarens färd mot ett slags andlig försvagning och förtvining som är mycket plågsam.

### Hinduism
Reinkarnationen är ett inslag i samtliga hinduiska riktningar. Beroende på karma återföds allt liv i högre eller lägre form till dess moksha uppnås. Karma betraktas som en universell andlig naturlag om orsak och verkan, i detta livet eller i de nästföljande, likt talesättet "som man sår får man skörda".

### Islam
Profeten Muhammed berättar om återuppståndelsen efter döden och den Yttersta domen. Livet och allt som finns i denna värld kommer att få ett slut på en fastställd dag. Allt kommer att utplånas. Denna dag kallas Qiyamah, dvs. den Yttersta Dagen. Alla människor som levt i världen sedan dess skapelse kommer att få nytt liv och bli förda inför Gud (arabiska: الله (fil), Allāh). Varje människas levnadshistoria - alla deras gärningar och missgärningar - deras själar - kommer att presenteras inför Gud på denna Yttersta Domens Dag. Gud kommer att väga de goda gärningarna mot de onda. Den vars goda gärningar överväger kommer att belönas med en plats i någon av de många nivåer av paradis (Jannah) som finns. Den vars missgärningar väger tyngst kommer att straffas med en plats i någon av helvetets (Jahannam) många nivåer. I Koranen står det angående detta att: "Och den som gjort så mycket som ett stoftkorns vikt av gott skall se det, och den som gjort så lite som ett stoftkorns vikt av ont skall se det." [sura 99, Al-Zalzalah (När jorden skälver) aya/mening 7 och 8]. 

### Judendom
Själen kommer från Gud och återkommer till Gud (JHVH). Himlen är en plats där lugn och frid råder. Döden är inte slutet: den andliga världen beskrivs på hebreiska som Olam Ha-Ba, "världen som skall komma", en messianisk ställning, varandets ställning.

### Kristendom
De äldsta kristna såg på döden som en skilsmässa mellan själ och kropp. Gnostikerna menade att döden var en befrielse ur kroppens fängelse, men de kyrkliga författarna, som bekämpade gnostikernas åskådningar, trodde att själen lämnar kroppen i döden. Idag tror man att tiden upphör att existera efter döden och att det finns ett evigt, oförstörbart liv, som aldrig kan dö. Jesus kommer för att döma de levande och de döda. Man tror att man efter döden, om man omvänt sig och tagit emot Jesus samt dött i tron på Kristus, får inträda i himmelriket (eller paradiset) och där leva i perfekt harmoni med Gud. Genom Jesu död och uppståndelse besegrades döden och människan ska som honom kunna gå samma väg genom döden till ett nytt och evigt liv i himlen. De som (medvetet)väljer att leva ett liv utan Jesus kommer enligt kristen tro att hamna i helvetet, den brinnande pinoplats där både kropp och själ fördärvas.[källa behövs]

#### Svenska kyrkan
Enligt den Augsburgska bekännelsen som Svenska Kyrkan antog år 1593, nämns det i kapitel XXVII att Kristus skall återkomma på yttersta dagen för att uppväcka alla döda. De fromma och utvalda skall han giva evigt liv och evärdlig glädje, men de ogudaktiga människorna och djävlarna skall han fördöma till att pinas utan återvändo.

### Mayansk religion
Traditionella mayaindianer räknar med en speciell gud för var och en av de tretton nivåerna i mayas himmel och nio gudar för lika många nivåer i underjorden Xibalba. Mellan himlens ovanvärldar och de undre av natt och död fanns jordytans plan, från vilket människorna vid sin död anträdde en vandring mellan de övriga nivåerna beroende på hur deras levnad gestaltat sig. De kristna missionärerna lyckades inte helt ta död på mayas traditionella föreställningar.

### Naturreligion
Fynd från neandertalgravar visar människogravar med vapen (flintaknivar, spjut, handyxor etc.). Detta vittnar om en tro på ett kommande liv efter döden. En grundläggande princip inom schamanismen är att inga själar förgås utan återkommer i andra skepnader (till exempel reinkarnation, där människor blir fåglar).

### New Age
Man tror på själens odödlighet och ett liv efter det jordiska livet. Det finns många olika förklaringar och filosofiska skolor som tar upp reinkarnation med rötter i hinduism, buddhism och mayansk mytologi. 

### Antik romersk religion
Romarnas dödsföreställningar vid slutet av den republikanska tiden tycks ha varit extremt diffusa dels eftersom de stod under inflytande från ett antal olika håll och dels eftersom de alltid hade varit det. Särskilt diffusa förefaller de ursprungliga romerska dödföreställningarna. Av allt att döma trodde man inte på något dödsrike utan föreställde sig något slags dvala eller andetillvaro. Tron på spöken var antagligen allmän i äldre tid.  Vad som är helt klart är att familjen antogs ha kontakt med sina förfäder åtminstone under vissa speciella dagar då dessa antogs komma tillbaks från sina gravar för att besöka de levande.

### Zoroastrism
Vid varje människas död kommer själen att dömas. De goda ska få komma till paradiset och de onda hamnar i helvetet.

## Efterliv utan religion

### Agnosticism
Med ökande vetenskaplig kunskap ökar antalet människor som är agnostiker.[källa behövs] En (1) tro kan då vara att "livet efter detta" inte skiljer sig från en drömlös sömn, lik den vi utan oro förpassar oss till någon gång varje dygn, och att "livet efter detta" därför är lika odramatiskt som sömnen. Döden, alltså inte döendet, blir då endast en angelägenhet för de efterlevande, eftersom den döde inte vet att han är död; det vill säga inte har något medvetande som gör att han kan sörja sig själv.

### Ateism
Då vad man egentligen menar med ateism varierar mycket kan man inte riktigt fastställa vad en "ateist" tror på mer än att han eller hon inte tror på Gud. Till detta ingår ofta (men inte alltid) att man förnekar en själ i religiös betydelse, beständiga värden och så vidare.
Få människor tror idag på tidigare generationers gudar, såsom de grekiska och romerska gudarna eller asagudarna. En nutida ateist går ett steg längre och anser att inte heller judendomens, kristendomens och islams gud eller någon annan gud, som dyrkas nu eller kommer att dyrkas i framtiden, existerar annat än i människors fantasi. Ateisten anser också att ett liv efter detta, oavsett om det hör ihop med en tro på en viss gud eller inte, endast är ett uttryck för människors fantasi och förhoppningar och inte något som existerar i verkligheten.

### Buddhism
Buddhistisk filosofi tror på reinkarnation. En buddhist som dör frigjord från framtida karma uppnår ett "tillstånd" som kallas Parinibbāna eller Parinirvana när man inte längre återföds till någon existens. Man säger att nirvana som kan ses som det levande "tillståndet" av Parinibbāna, betyder utslocknandet, och nås genom att upphöra med att klamra sig fast vid eller greppa efter världsliga ting, idéer och fenomen. Som däribland konceptet om jaget (attā) som ej ses som något permanent eller evigt. Nibbāna är det upphöjda jämnmod, när man kan låta alla ting komma och gå naturligt, och genom detta finns det inget begär efter någon ny existens eller något jag, då man befinner sig i jaglöshet (anattā) dvs. man har upphört med att greppa efter någon identitet utan bara är, varpå reinkarnationen upphör.
Som i hinduismen är det karma som avgör vad du återföds som. Det är alltså ingen gudomlig, odödlig själ som återföds utan personens karma som enligt pricipen "orsak och verkan" får en individ att födas på nytt.
Enligt Tibetansk Buddhism i "Den tibetanska dödsboken" beskrivs utförligt om själens resa efter döden genom olika stadier, detta har dock ingen anknytning till den historiska Buddhans traditionella läror, utan återfinns endast i den Tibetanska traditionen.

### Sekulär humanism
En humanist definierar sig som icke teistisk, tar avstånd från vidskepelse och godtar inte heller andra övernaturliga beskrivningar av verkligheten. En agnostisk syn på kosmos är inte regel men avvisas heller inte.

### Kvantfysik
Teorier inom kvantmekanik har gett upphov till olika idéer om livet efter detta. Hypotesen om att vi lever i ett multiversum  har populariserat idén att medvetandet fortsätter leva i parallella universum när vi dör. I folkmun uttrycks det ofta som att man "hoppar mellan dimensioner". Teorier inom kvantfysik menar att tid och rum inte har en linjär utbredning, och då kan inte döden existera som ett definitivt avslut. 

## Forskning
Forskningen har ofta inriktat sig på näradödenupplevelser och intervjuat sådana fall för att kunna jämföra dem. Det förefaller som om vissa upplevelser är allmängiltiga, kanske arketypiska, som den ljusa tunnel vid vars slut de anhöriga väntar, och sorgen över att lämna detta tillstånd vid återupplivandet. Forskaren Elisabeth Kübler-Ross går så långt att hon betvivlar att det som vi kallar "död" alls existerar, men våra kunskaper om döden kan aldrig bli annat än indirekta. Även reinkarnationen har undersökts vetenskapligt, och man menar att vissa fall eventuellt skulle kunna tala för att själen överlever kroppens död.
En filosof av facket som lyckats säga något väsentligt om det i princip outsägbara och ovetbara utifrån ett vetenskapligt synsätt är Oxford-filosofen H.H. Price. 
”Överlevandets värld måste vara en värld av själsligt-andliga bilder, en slags drömvärld som återspeglar minnen och önskningar hos den som upplever den; dessa minnen och önskningar kan tänkas vara sådana som trängts bort under jordelivet. Förmodligen finns det bland dessa själsligt-andliga bilder sådana av den egna kroppen, som man stundom upplever den i drömmen. Den överlevande skulle alltjämt förefalla sig själv ”förkroppsligad” och skulle erfara en omgivning av föremål, utsträckta i rummet, som han är förtrogen med — i analogi med en materiell omgivning i minnet. Mediumistiska meddelanden säger oss ofta att ”kommunikatorerna” har svårigheter att förstå att de är döda. En sådan bildvärld skulle inte behöva vara rent subjektiv och privat. Med hjälp av telepatisk växelverkan skulle besläktade, från kroppen befriade själar, kunna bygga upp en ”kollektiv bildvärld” som vore byggd på likartade minnen och önskningar. /…/ Om vi över huvud taget överlever döden, så kunde det förhålla sig så, att vi genomgår en serie ”andra världar”, svarande mot olika och på varandra följande stadier av medvetenhet som vi uppnår. De flesta religiösa traditioner hyser denna uppfattning. Men att spekulera över detta är troligen förhastat.”